# Nitin Sawhney
Nitin Sawhney es un músico británico, además de productor, compositor, DJ, multiinstrumentista, compositor orquestal y pionero cultural. También fue condecorado con la Orden del Imperio Británico. 
El Profesor Will Higbee de la Universidad de Exeter lo describe como: "Nitin Sawhney es una de las voces más versátiles y distintivas del mundo de la música, el cine, los videojuegos, la danza y el teatro. Su excelencia, innovación y creatividad ha sido reconocida en todo el mundo, con múltiples premios importantes nacionales e internacionales por su trabajo". Sawhney es también un activista en la promoción de las artes y la cultura, actuando como mecenas de numerosos festivales de cine, actos benéficos e instituciones educativas.
Durante las décadas que lleva activo, Sawhney ha publicado siete álbumes que han sido aclamados por la crítica y que han recibido numerosos premios. En este periodo, se ha establecido como uno de los productores/compositores más buscados por y entre los de su generación y ha realizado numerosas colaboraciones para el cine, el teatro, la danza contemporánea y los videojuegos. 

## Primeros años
Nacido en 1964, Nitin Sawnhey creció en Rochester, Kent, en Reino Unido. De niño estudió piano, guitarra clásica y flamenca, sitar y tabla. Asistió a la Escuela Matemática de Sir Joseph Williamson, donde fue víctima de persecución racial por parte de miembros del National Front. Tras su graduación y por un corto período, estudió Derecho en la Universidad de Liverpool.
Fue durante este periodo en la universidad cuando Sawhney reencontró a un viejo amigo de escuela, el teclista de acid-jazz James Taylor. A raíz de este encuentro, Sawhney acompañó a The James Taylor Quartet como miembro del grupo en su gira, y, tras esta experiencia, formó su propio grupo, The Jazztones. También unió fuerzas con el maestro de la tabla Talvin Singh, con el que formó el Tihai Trio.
Tras abandonar la universidad, Sawhney se trasladó a Londres donde conoció a Sanjeev Bhaskar, con el que creó el grupo cómico The Secret Asians (NdT: Los Asiáticos Secretos). La pareja de cómicos consiguieron una emisión en la radio de la BBC, que más tarde pasó a la televisión como “Goodness Gracious Me”, consiguiendo gran reconocimiento y multitud de premios.
Volviendo a su carrera musical, ésta empezó en 1993 con la publicación de su álbum debut “Spirit Dance”, editado por su propio sello.

## Carrera solista
Sawhney cuenta en su haber con siete álbumes de estudio hasta la fecha. “Beyond Skin” (último álbum publicado con Outcaste Records, en 1999) fue su gran confirmación, al ganar una nominación para el Mercury Prize y llevándose el premio South Bank Show al mejor álbum. Tras esta eclosión, el sello de Richard Branson, V2 Records, le contrató para la realización de seis álbumes, el primero de los cuales fue “Prophesy”, en 2001. El álbum ganó el premio MOBO, un premio EMMA y el World Music Award de la BBC Radio 3.
En 2004, Sawhney publicó dos colecciones de remezclas, “All Mixed Up” y “FabricLive.15”, editadas en todo el mundo por la discoteca londinense Fabric. Su último álbum, “Philtre”, que vio la luz en mayo de 2005, obtuvo el premio de Encuentro de Culturas de la BBC Radio 3.
En 2007 verá la luz “In the Mind Of… Nitin Sawhney”, el primer álbum de la nueva serie de recopilatorios del sello Distric 6. En la actualidad, Sawhney está grabando su octavo álbum de estudio, que se publicará en 2008 bajo el título provisional de “London Undersound”.

## Partituras
En los últimos años, Sawhney ha escrito las partituras de diferentes proyectos. Se ha establecido como compositor a demanda para cine y televisión. Su música ha aparecido en diferentes series de televisión y ha sido nominada a numerosos premios. Además, ha realizado también la música de anuncios para Nike o Sephora.
Su trabajo para el cine y la televisión también le ha supuesto reconocimiento dentro del mundo de la música clásica. En 2001, Sawhney compuso “Neural Circuits” para la Britten Sinfonia, colaboración continúa hasta la actualidad. En 2002, trabajó con Akram Khan y Anish Kapoor, componiendo la música para el trabajo de coreografía de Khan Kaash, que salió de gira alrededor del mundo durante 2002-2003.
También ha colaborado con la Birmingham Symphony Orchestra y en la actualidad está inmerso en diferentes proyectos de producción para la PlayStation 3.

## Colaboraciones y remezclas
Sawhney ha remezclado una gran variedad de artistas durante estos años, entre los que se encuentran Sting, Natacha Atlas, Nusrat Fateh Ali Khan, Jeff Beck y Paul McCartney. Sus composiciones han sido también remezcladas por reconocidos nombres de la escena electrónica, como 4hero, Talvin Singh, MJ Cole y Quantic.

## Información adicional
Sawhney sigue focalizando sus esfuerzos mayoritariamente en las áreas de educación y construcción de comunidades. Aparece con regularidad como tertuliano sobre arte y actualidad en algunos programas de la BBC y colabora activamente en periódicos nacionales ingleses, como The Guardian, The Telegraph, The Independent, y The Observer.  
En 2006 se le otorgó el título de Graduado de Honor de la Universidad de South Bank de Londres y en 2007 se le otorgará el título honorífico de doctor en Música por la Universidad de Kent.
En estos momentos Sawhney se ha involucrado con Pink Floyd, aportando su enorme talento en pro del pueblo sufriente de Ucrania debido a la invasión rusa.  Junto con el guitarrista y vocalista de Pink Floyd está acompañado en esta grabación, además de por Mason, miembro fundador del grupo en 1965, por otros colaboradores habituales como el bajista Guy Pratt. Se trata de la primera canción que graba la banda desde el álbum “The Endless River” (2014, el tema es "Louder Than Words") e incluye la voz del cantante ucraniano Andriy Khlyvnyuk, del grupo de rock BoomBox.
Todos los beneficios que genere “Hey Hey Rise Up” irán destinados a la ONG Ukrainian Humanitarian Relief, según informó este jueves la legendaria banda londinense en su cuenta de Twitter.
“Nosotros, como tantos otros, hemos sentido la furia y frustración por este vil acto de invasión a un país independiente, pacífico y democrático, y por los asesinatos de su gente cometidos por una de las mayores superpotencias del mundo”, escribió en el tuit Gilmour, quien tiene una nuera y nietos ucranianos.

## Discografía

### Álbumes
- Spirit Dance (1994) World Circuit
- Migration (1995) Outcaste Records
- Displacing the Priest (1996) Outcaste Records
- Beyond Skin (1999) Outcaste Records
- Prophesy (2001) V2/BMG
- Human (2003) V2
- Philtre (2005) V2
- London Undersound (2008) Cooking Vinyl
- Last Days of Meaning (2011) Positiv ID
- ONEZERO Live to Vinyl  (2013) Cherry Red/Metropolis
- Dystopian Dream  (2015)  I.D. Records
- Immigrants (2021)
- Identity (2023)

### Recopilatorios
- In The Mind Of... (2007) District 6
- All Mixed Up (2004) V2
- Fabric Live 15 (2004) Fabric

## Partituras
| 1995 - Flight (Alex Pillai / Hindi Pictures para BBC TV) 1998 - Dance of Shiva (Jamie Payne / Epiphany Productions) 1999 - The Fiancee (Alex Harvey) - The Sikhs (John Das / BBC TV Series Documentales) 2001 - Ivor The Invisible (Hilary Audas / Paul Madden para Screen First / Channel 4 TV) 2002 - Anita & Me (Metin Husseyin / Paul Raphael) - Bodily Harm (Tim Supple / Catherine Wearing / Channel 4 TV) - Puré (Gilles MacKinnon / Howard Burch) 2003 - 12th Night (Tim Supple/ Rachel Gesua / Channel 4 TV) - Second Generation (Jon Sen / Catherine Wearing / Channel 4 TV) - Still the Children are Here (Dinaz Stafford / Mira Nair) 2004 - England Expects (Andy Smith / BBC 1) - Tamworth Two (Metin Husseyin / ITV) 0 - Hari Om (Bharat Bala) - Lila Says (Ziad Doueri) - Angell’s Hell (Saurabh Kakkar / ITV) - Lions in Peril (Ingrid Kavalle / BBC) | 2005 - Rose and Maloney (Metin Husseyin / Catherine Wearing / ITV) - Blindsight (Lucy Walker / Sybil Robson-Orr) - Natural Fantasia (Sean Christian / BBC) - Throw of Dice (Película muda de Franz Osten-1929- nueva música a cargo de la BBC Concert Orchestra) 2007 - Living Goddess De los productores de David La Chappelle’s RIZE, Dark Fibre Films/More Four - The Namesake (Mira Nair / Lydia Pilcher) - Heavenly Sword (Ninja Theory / Playstation 3) 2008 - The Fifth Beatle (Vivek Tiwary) 2010 - Enslaved: Odyssey to the West (Ninja Theory / Playstation 3 - Xbox 360) |

## Artistas similares o relacionados
- Reena Bhardwaj
- Kavita Krishnamurthy
- Asian Dub Foundation
- Talvin Singh
- Tabla Beat Science
- Shri
- Trilok Gurtu